# Acacia polyantha
Acacia polyantha é uma espécie de leguminosa do gênero Acacia, pertencente à família Fabaceae.